# Five Nights at Freddy's: Security Breach
Five Nights at Freddy's: Security Breach è un videogioco survival horror della serie Five Nights at Freddy's sviluppato da Steel Wool Studios e pubblicato da Scott Cawthon il 16 dicembre 2021 per PlayStation 4, PlayStation 5 e Microsoft Windows. Un port del videogioco è stato pubblicato per Xbox One, Xbox Series X e Xbox Series S il 22 novembre 2022, e un altro per Nintendo Switch il 19 aprile 2023. Un contenuto scaricabile gratuito chiamato RUIN è stato pubblicato nel luglio 2023.
Il videogioco presenta diversi cambiamenti nella meccanica di gioco rispetto gli altri capitoli della serie, tra cui una completa esplorazione open world. Narra le vicende di Gregory, un giovane ragazzo rimasto bloccato nel "Freddy Fazbear's Mega Pizzaplex" dopo l'orario di chiusura, e costretto a sopravvivere fino al mattino con l'aiuto dell'animatrone Glamrock Freddy.
Il videogioco ha ricevuto reazioni miste da parte della critica, venendo elogiata l'atmosfera e la grafica, tuttavia è stata criticata la modalità di gioco e i vari errori tecnici presenti nel capitolo.

## Trama
Security Breach è ambientato in un grande centro commerciale futuristico, chiamato "Freddy Fazbear's Mega Pizzaplex", incentrato sulle sue mascotte animatroniche: Glamrock Freddy, Glamrock Chicha, Montgomery Gator e Roxanne Wolf. Durante una performance sul palco, Freddy ha un malfunzionamento e cade a terra. Al suo risveglio trova, nascosto nel suo stomaco, un giovane ragazzo di nome Gregory. Vanessa, l'unica guardia notturna umana rimasta del centro commerciale, ordina a tutti gli animatroni e robot minori di cercare Gregory; tuttavia Freddy le disobbedisce, decidendo di aiutare il ragazzo a sopravvivere alla notte ed eludere gli altri animatroni, quando si accorge che sono diventati aggressivi, fino a quando le porte di uscita non si riaprono alle 6:00, dandogli un Faz-Watch come mezzo di comunicazione.
Dopo essere stato sfuggito dagli animatroni, Gregory si chiude in un ufficio di sicurezza, ottenendo l'accesso alle telecamere del centro commerciale. Nel tentativo di ottenere badge di sicurezza di alto livello per accedere ad alcune aree del Pizzaplex, Gregory entra nell'asilo, assistito da un amichevole animatrone di nome Sun. Gregory attiva accidentalmente un'interruzione di corrente, provocando la trasformazione di Sun nella sua controparte malvagia, Moon, che ora dà la caccia anche lui a Gregory. Il ragazzo riesce fortunatamente a riattivare l'energia, venendo poi salvato da Freddy.
Poco dopo, Gregory viene trovato da Vanessa e confinato in una stanza fino all'arrivo della polizia. Improvvisamente, Vanny, una donna vestita da coniglio, si avvicina a lui, ma riesce a fuggire e si riunisce con Fredd. I due si avventurano nel seminterrato, dove Moon tende loro un'imboscata e cattura Freddy. Il bambino procede nel seminterrato, cercando di evitare degli endoscheletri, scoprendo che Freddy è trattenuto per essere interrogato da Vanessa. Gregory ripara Freddy dopo che Vanessa è uscita, e incomincia a smantellare gli altri robot per ottenere parti così da aggiornare Freddy.
Arrivano le 6:00 e le porte si aprono, ma Vanessa trasmette un messaggio in cui chiede a Gregory di incontrarla per una "ricompensa". Gregory ha la possibilità di lasciare il Mega Pizzaplex, incontrarsi con Vanessa per la sua "ricompensa", o combattere Vanny. A seconda della scelta e di quanto il giocatore ha esplorato l'edificio esistono 6 diversi finali. I due più importanti sono: il "Burn it all Ending" in cui Gregory e Freddy scendono nei sotterranei del centro commerciale, scoprendo che è stato costruito sopra il Freddy Fazbear's Pizza Place e combattono contro "Burntrap", provocando un incendio; e il "Redemption Ending", dove Gregory scopre che Vanessa e Vanny sono la stessa persona e la libera dal controllo di Glitchtrap attraverso il minigioco Princess' Quest, scappando insieme a lei e Freddy dal Pizzaplex.

### RUIN
Ambientato qualche tempo dopo gli eventi del gioco, Cassie arriva alle rovine del Pizzaplex dopo aver ricevuto una richiesta di aiuto da parte del suo caro amico Gregory La bambina raccoglie un Faz-Wrench, una radio Roxy Talky e una maschera di sicurezza, chiamata Virtual Augmented Reality Neural Network Integration Unit o V.A.N.N.I in breve, progettata per consentire l'accesso alla rete virtuale del Pizzaplex. Gregory afferma che è intrappolato da un nemico sconosciuto nella dolina sotto la pista dei Roxy Racers e che dovrà disabilitare i "nodi di sicurezza" per raggiungerlo, tra cui l'ultimo è Roxanne "Roxy" Wolf, l'animatrone preferito della protagonista diventata cieca a causa dei danni provocati da Gregory. Durante il suo viaggio tra le rovine del Pizzaplex, Cassie incontra e riavvia alcuni degli animatroni del centro commerciale, tra cui Chica, Monty e il custode del Nido, fondendo Sun e Moon in "Eclipse". Ogni qualvolta che indossa la maschera, Cassie viene anche inseguita da un'entità digitale sotto forma di un coniglio di nome M.X.E.S..
Con l'ultimo nodo di sicurezza disabilitato, Cassie, triste per aver spento Roxy, si dirige verso la dolina e nei resti del Freddy Fazbear's Pizza Place. Disabilita gli ultimi protocolli di sicurezza, spegne M.X.E.S. ed entra nella stanza in cui Gregory era intrappolato. La bambina scopre che al suo interno non c'è l'amico, ma un endoscheletro chiamato "Mimic", che ha copiato la voce di Gregory per ingannarla. La Mimic cerca di attaccare Cassie, ma viene fermata da Roxy, appena riavviata. Cassie fugge per i sotterranei, venendo contatta dal vero Gregory, e, a seconda di ciò che ha fatto durante l'avventura, si diramano tre finali: nel primo Cassie segue le indicazioni di Gregory e sale nell'ascensore, ma l'amico taglia i figli per paura che anche la Mimic possa salire, facendo cadere Cassie nel vuoto, ma venendo trovata da Roxy; nel secondo Cassie ignora l'amico, indossando la maschera V.A.N.N.I. e sognando un finale felice prima di morire; e nell'ultimo, se il giocatore ha aperto le porte segrete durante l'avventura, si nasconde nei resti del Circus Baby's Entertainment and Rental, usando lo Scooper per smantellare il robot.

## Modalità di gioco
Five Nights at Freddy's: Security Breach è un videogioco survival horror con elementi stealth. Il giocatore prende il controllo di un giovane ragazzo di nome Gregory, che è rinchiuso in un grande centro commerciale, chiamato "Freddy Fazbear's Mega Pizzaplex" pieno di animatroni assassini e deve completare numerose missioni per sopravvivere tutta la notte per poter fuggire. Gli animatroni e l'intero edificio sono stati modellati in stile glam rock degli anni '80. Oltre i robot assassini, Gregory incontrerà altre tipologie di nemici, come la guardia notturna Vanessa.
Al contrario dei precedenti capitoli in cui era un'antagonista, Freddy è l'unico animatrone che aiuterà il giocatore a fuggire dagli altri animatroni e possiede uno scompartimento nello stomaco in cui Gregory può nascondersi. Tuttavia a causa di alcuni malfunzionamenti, Freddy ha una carica della batteria limitata e, se ha poca energia, dovrà ricaricarsi in una stazione di ricarica, altrimenti attaccherà il giocatore. Freddy funge anche da guida, dando consigli, scorciatoie o avvertimenti sulle sfide e sui nemici che dovrà affrontare nel centro commerciale. Oltre a Freddy, il giocatore può usufruire di diversi strumenti, come: una torcia, un sistema di telecamere accessibile dal "Faz-Watch" che Gregory ha al polso, armi come la "Faz-Cam", che può stordire tutti i nemici di fronte al giocatore, e il "Fazblaster", può stordirli solo se colpiti solo agli occhi, ma ha più colpi a disposizione prima di dover ricaricare. Il giocatore può usare anche elementi presenti nelle varie stanze del gioco per fare rumore e attirare gli animatroni. Quando scattano le 6 di mattina, il giocatore può decidere se uscire dal Pizzaplex o rimanere. A seconda di questa scelta e di quanto il giocatore ha esplorato il centro commerciale, il finale del videogioco varia.
In RUIN, il giocatore invece controlla Cassie, un'amica di Gregory che è venuta a cercarlo in un Pizzaplex abbandonato e caduto in frantumi.

## Personaggi

### Umani
- Gregory: il protagonista del gioco, è un bambino coi capelli marroni e una maglietta blu. Per non farsi catturare da Vanessa, Gregory si è nascosto dentro lo stomaco di Freddy mentre quest'ultimo era in modalità riposo, rimanendo di conseguenza chiuso dentro al centro commerciale[11]. È doppiato da Marta Svetek.
- Vanessa / Vanny: è la guardia notturna del Pizzaplex, che cercherà di rintracciare e fermare Gregory. Ella è stata la protagonista di Help Wanted, che era stata posseduta da Glitchtrap per aiutarlo ad uscire dal videogioco. In diversi momenti del gioco gira per il centro commerciale con un particolare costume da coniglio cucito a mano. Ciò indica che lo spirito maligno di Glitchtrap ancora la possiede. Nel finale del gioco precedente, Vanny aveva cominciato a sentire la sua voce. Si può intuire che i 3 videogiochi sparsi per il centro commerciale di Princess Quest, contengano la sua anima che è stata imprigionata da Glitchtrap. Se Gregory gioca alle quest, riuscirà liberarla, riottenendo così il suo corpo. È doppiata da Heather Masters per Vanessa e da Marta Svetek per Vanny.
- Cassie: la protagonista di Ruin, è una ragazzina dai capelli castani e vestita di rosso. Dopo aver ricevuto una richiesta di aiuto da colui che inizialmente pare essere Gregory, si reca al Pizzaplex per salvarlo. Per riuscire nell'intento la ragazza fa uso della vecchia maschera di Vanny e di una Faz-Wrench. È doppiata da Astrid Wong-Searby.

### Animatroni
- Glamrock Freddy: è una nuova versione di Freddy Fazbear, che appare come un orso arancione nello stile punk anni '80. Egli è l'unico animatrone buono, che aiuterà Gregory fin dall'inizio del gioco.[11] Freddy consentirà a Gregory di nascondersi nella sua cavità toracica per renderlo totalmente immune dagli attacchi dei nemici, tuttavia se la batteria di Freddy si scaricherà, perderà il controllo e lo ucciderà. Per accedere a varie aree del Pizzaplex bisognerà aggiornare Freddy, montandogli addosso i pezzi degli animatroni. In alcuni finali alternativi, Freddy si sacrificherà per salvare Gregory, ma nel finale vero (quello con Burntrap) entrambi riusciranno a scappare dal centro commerciale. È doppiato da Kellen Goff.
- Glamrock Chica: è una nuova versione di Chica, la quale appare come una snella gallina bianca e rosa. Chica è il primo nemico che incontra Gregory e uno dei nemici più comuni in generale. Spesso può essere vista mentre si ciba di spazzatura e rottami vari. Una volta schiacciata sotto un compattatore di rifiuti, sarà possibile rubarle il suo sintetizzatore vocale; Chica si rialzerà, ma rimarrà muta. È doppiata da Heather Masters.
- Montgomery Gator: abbreviato in Monty, è un alligatore verde con una cresta da punk e indossa un paio di occhiali con lenti a stella. Ha un carattere molto irascibile e può diventare molto violento. Ed è anche uno dei nemici più aggressivi, capace di sfondare cancelli di metallo, ma i suoi movimenti sono lenti. Monty viene affrontato all'interno del suo campo da minigolf, dove verrà spaccato in due dopo una caduta. Gregory prenderà le mani di Monty per darle a Freddy, con le quali sarà in grado di spezzare le catene che bloccano alcune porte. Nonostante la perdita delle gambe, Monty sarà comunque in grado di muoversi strisciando. È doppiato da Cameron Miller.
- Roxanne Wolf: abbreviata in Roxy, è una lupa grigia dai lunghi capelli bianchi. Roxy è molto narcisista e parla sempre a se stessa, facendosi dei complimenti da sola. Roxy è dotata di speciali occhi che le consentono di vedere attraverso le pareti. Roxy verrà colpita in pieno da un go-kart, questo consentirà a Gregory di rubarle gli occhi e di montarli a Freddy; Roxy diventerà cieca, ma sarà comunque in grado di percepire i movimenti di Gregory. Nel DLC "Ruin" Roxy appare come aiutante di Cassie (nonostante inizialmente cerchi di attaccare la ragazza, scambiandola per Gregory). Nel finale del DLC, Roxy affronterà il Mimic per permettere a Cassie di fuggire. È doppiata da Marta Svetek.
- Custode del Nido: è un animatrone umanoide con una doppia personalità. Quando le luci sono accese diventa Raggio di Sole ed è amichevole, ma quando queste si spengono si trasforma in Raggio di Luna e diventa aggressivo. Questo animatrone viene incontrato per la prima volta all'interno del Nido e, dopo averlo affrontato, inizierà a seguire Gregory per tutto il Pizzaplex. È doppiato da Kellen Goff.
- DJ Music Man: una versione gigante del Music Man apparso in Pizzeria Simulator. Ha l'aspetto tipico di un DJ e viene incontrato da Gregory nei pressi della pista da ballo. Si arrampica sui muri come fosse un ragno e striscia attraverso lunghi tunnel. Dopo che viene evitato tornerà al suo posto e non attaccherà più per il resto della notte.
- Tangle: Una gigantesca massa di parti animatroniche, che viene incontrato sotto le macerie della vecchia pizzeria e ucciderà Gregory se quest'ultimo toccherà i suoi tentacoli.
- Il Mimic: è l'antagonista principale di Ruin, ma non compare in Security Breach come molti credono, in quanto Burntrap ed il Mimic sono due personaggi diversi. Nel DLC appare anch'esso in due forme: quella di Helpi nella Maschera V.A.N.N.I ed il suo vero corpo.
- Glamrock Bonnie: antagonista segreto e membro dei Glamrock.

## Sviluppo
Security Breach venne sviluppato da Steel Wool Studios, sotto la guida di Scott Cawthon. Nel giugno 2021, venne trapelato che l'autore donò ad alcuni politici del Partito Repubblicano, generando uno scandalo sui social media. Cawthon quindi annunciò che si sarebbe ritirato dallo sviluppo della serie e avrebbe cercato qualcun altro; Steel Wool continuò lo sviluppo del gioco.

### Promozione
L'8 agosto 2019, nel quinto anniversario del primo gioco, l'autore pubblicò un nuovo teaser sul suo sito Web. Durante i mesi successivi, vari personaggi del gioco sono stati mostrati in diversi teaser. Il gioco venne annunciato ufficialmente il 16 settembre 2020 durante l'evento Showcase di PlayStation 5, confermando che sarebbe stato distribuito per PlayStation 5, PlayStation 4 e Microsoft Windows entro quell'anno. Il 30 ottobre 2020, Funko distribuì action figure basati sui personaggi di Security Breach. Il 17 novembre Cawthon annunciò che, a causa della pandemia di COVID-19 e di alcune nuove aggiunte, il gioco era stato posticipato all'inizio del 2021.
Il 28 aprile 2021, Cawthon annunciò che, a causa delle dimensioni inaspettate del gioco, era stato nuovamente posticipato. Per scusarsi pubblicò uno spin-off chiamato Security Breach: Fury's Rage. Nel maggio 2021, Funko distribuì due statuine di 30cm: una con Glamrock Freddy e Gregory, l'altra con Vanny e la guardia notturna Vanessa. Nel settembre 2021, vennero pubblicati sul canale YouTube di Steel Wool quattro corti animati, chiamati Freddy & Friends: On Tour, contenenti alcuni teaser del gioco. Il 27 ottobre 2021 in uno State of Play venne mostrato un ultimo trailer con la data di uscita del gioco.

### Distribuzione
Five Nights at Freddy's: Security Breach è stato pubblicato il 16 dicembre 2021 per PlayStation 5, PlayStation 4 e per Microsoft Windows su Steam. Il 28 febbraio 2022 il gioco ricevette un aggiornamento per sistemare diversi errori tecnici, bug e diminuire la difficoltà. Un port per Xbox One e Xbox Series X e Series S è stato pubblicato il 22 novembre 2022. Un port per Nintendo Switch è stato distribuito il 19 aprile 2023.

### RUIN
Il 30 maggio 2022, venne annunciato un contenuto scaricabile gratuito chiamato RUIN previsto per il 2023. Il 15 maggio 2023, sul sito Security Breach TV venne pubblicato un teaser del DLC. Il 19 maggio 2023 venne pubblicato il primo trailer. RUIN è stato pubblicato per Windows, PlayStation 4 e 5 il 25 luglio 2023. Il contenuto è stato distribuito anche per Xbox One e Xbox Series X/S il 23 aprile 2024 e per Switch il 12 dicembre 2024.

## Accoglienza
| Testata                              | Versione | Giudizio |
| ------------------------------------ | -------- | -------- |
| Metacritic (media al 30 giugno 2025) | PC       | 64/100   |
| IGN Korea                            | PC       | 7/10     |
| Jeuxvideo.com                        | PC       | 11/20    |
| PC Games                             | PC       | 5/10     |

Five Nights at Freddy's: Security Breach ha ricevuto reazioni "miste o medie" su Metacritic.
L'atmosfera e lo stile del Pizzaplex sono stati accolti positivamente. Ben Croshaw di The Escapist e Mike Fahey di Kotaku hanno elogiato la grafica del gioco: Croshaw ha affermato scherzosamente che è lì dov'è finito "tutto il budget" e Fahey lo ha descritto come il capitolo con la "miglior grafica" di tutta la serie. Tuttavia, Nicolai Brülke di PC Games ha criticato i jumpscare, trovandoli ripetitivi.
La critica si è divisa invece nelle meccaniche di gioco e la trama. Fahey di Kotaku e Nicola Diximier di Jeuxvideo.com hanno apprezzato le nuove meccaniche e l'esplorazione dell'intero edificio, con Fahey che si è concentrato sul ruolo di Freddy in questo capitolo. Invece Croshaw di The Escapist e Gyeongcheon Min di IGN Korea hanno criticato la mancanza di indicazioni su dove il giocatore si trovasse sulla mappa, tuttavia Min ha apprezzato il rinnovo della formula. La narrativa è stata criticata da Croshaw e Brülke di PC Games, con il primo che ha affermato che il gioco "non ha mai spiegato" perché gli animatroni siano diventati ostili. Il duo ha criticato anche i finali, con Brülke che gli ha trovati "deboli" e "apprezzabili" solo dai fan della serie.
Gli errori tecnici e i bug sono stata ampiamente criticati. Diximier di Jeuxvideo.com e Brülke di PC Games hanno affermato che tali errori hanno rovinato i momenti horror del gioco, soprattutto, secondo Brülke, quando i nemici si bloccavano sul posto, permettendo al giocatore di vagare liberamente per la mappa. Croshaw di The Escapist ha sostenuto che chiamare il gioco "non ancora finito" sarebbe "troppo caritatevole". Croshaw lo ha anche inserito nella sua lista dei peggiori giochi del 2022.
Nonostante tutto, Security Breach è stato votato come miglior videogioco pubblicato nel dicembre 2021 sul PlayStation.Blog.